# T.M.Lab
T.M.Lab（ティー・エム・ラボ）は、かつて存在した日本の芸能事務所。

## 概要
円谷プロダクションから芸能部門が独立して関連会社の円谷ミュージックに合流する形で設立。
2013年11月に所属タレントの大半を新設の芸能事務所のvifに移籍させ、芸能プロダクションとしての営業を終了。以降は自社開発の化粧品の小規模販売をメインとしていた。

## 過去の所属アーティスト
- RYOEI
- Project DMM

## 過去の所属タレント
- 阿部能丸(現：vif）
- 秋山美里
- 網中啓人
- アライタカシ（現：エル・アミティエ）
- 安藤咲（現：vif）
- 市川一成
- 伊東香緒（現：vif）
- 今村信也（現：vif）
- 小野日路美（現：vif）
- 影丸茂樹（現：OSB）
- 柏木佑介（現：OSB）
- 金子真弓
- 五藤圭子（現：vif）
- 澤田千加（現：vif）
- 田畑龍之左（現：vif）
- 中西晶大（現：vif）
- 成元一真（現：sai）
- 西島顕人（現：vif）
- 野口しなの（現：vif）
- 洞内秀幸（旧名：洞内秀、現：vif）
- 水田芙美子（現：タイムリーオフィス）
- 水澤愛奏（現：vif）
- 三井智映子（現：フィスコ）
- 村田きよ
- 村田みゆ
- 松原剛志（現：ホリプロ）
- 吉乃菜穂